# Audrey Emerton
Pour les articles homonymes, voir Emerton.
Audrey Caroline Emerton (née le 10 septembre 1935) est une ancienne membre de la Chambre des lords. Elle siège en tant que crossbencher.

## Biographie
Elle travaille dans le National Health Service comme cheffe infirmière de la South East Thames Regional Health Authority tout au long des années 1980, et est principalement rappelée et honorée pour avoir dirigé le programme qui a remplacé l'hôpital Darenth Park, un immense asile pour les personnes ayant des troubles d'apprentissage, qui a fermé ses portes en août 1988.
Elle est chancelière et commandante en chef de l'Ambulance Saint-Jean et bénévole auprès de l'organisation pendant plus de 70 ans. Elle annonce son retrait en janvier 2002, déclarant qu’elle ne souhaite pas solliciter trois années supplémentaires à ce poste à l’expiration de son mandat en juin 2002.
Elle est élue présidente de l'association caritative Attend (anciennement connue sous le nom de National Association of Hospital and Community Friends) en 2003. Elle quitte la présidence en 2006 mais est nommée vice-présidente, poste qu'elle occupe toujours.
Elle est présidente du Brighton Health Care NHS Trust de 1994 à 2000: le bâtiment Audrey Emerton, un établissement d'enseignement du Brighton and Sussex University Hospitals NHS Trust, est nommé en son honneur.
Nommée Dame Commandeur de l'Ordre de l'Empire britannique dans les honneurs du Nouvel An 1989, elle est créée pair à vie en tant que baronne Emerton, de Tunbridge Wells dans le comté de Kent et de Clerkenwell dans le Borough londonien d'Islington le 17 février 1997. Elle siège à la Chambre des lords jusqu'à sa retraite le 1er novembre 2019.